# Staying Power
Staying Power är en låt av det brittiska rockbandet Queen, utgiven 1982 på albumet Hot Space. Låten skrevs av sångaren Freddie Mercury och gavs ut som singel i USA och Japan den 31 juli 1982.

## Medverkande
- Freddie Mercury - sång och bakgrundssång, synthesizer, synth-bas
- Brian May - leadgitarr
- Roger Taylor - eltrummor
- John Deacon - kompgitarr